# Apogonia motoensis
Apogonia motoensis är en skalbaggsart som beskrevs av Louis Burgeon 1945. Apogonia motoensis ingår i släktet Apogonia och familjen Melolonthidae. Inga underarter finns listade i Catalogue of Life.